# The Angelus
The Angelus ("Az úrangyala") a címe egy amerikai havi magazinnak, amelyet a Society of St. Pius X (X. Szent Pius Társaság), Marcel Lefebvre követői adnak ki, akik elutasítják a II. vatikáni zsinat határozatainak bevett értelmezéseit. Kiadója az Angelus Press (, Kansas City, Missouri állam).

## Külső hivatkozások
- Honlap